# Nimajiangre
Nimajiangre (kinesiska: 尼玛江热, 尼玛江热乡) är en socken i Kina. Den ligger i den autonoma regionen Tibet, i den sydvästra delen av landet, omkring 82 kilometer nordost om regionhuvudstaden Lhasa. Antalet invånare är 8 086. Befolkningen består av 4 005 kvinnor och 4 081 män. Barn under 15 år utgör 25,0 %, vuxna 15-64 år 68 %, och äldre över 65 år 6,0 %.
Genomsnittlig årsnederbörd är 865 millimeter. Den regnigaste månaden är juli, med i genomsnitt 244 mm nederbörd, och den torraste är december, med 2 mm nederbörd.